# Westerlund 1-26
Westerlund 1-26 (també coneguda com Westerlund 1 BKS A o Westerlund 1 BKS AS, de vegades abreujada com a W26 i W1-26; abreviatura estàndard Wd 1-26) és una estrella hipergegant vermella que s'hi troba dins del cúmul estel·lar Westerlund 1. És un dels estels més grans coneguts. Té aproximadament 2.544 radis solars. Va ser descoberta per l'astrònom Bengt Westerlund el 1961..
Des del seu descobriment, Westerlund 1-26 ha estat coneguda com una poderosa font d'ones de ràdio. Les seves propietats físiques no es coneixen bé, a causa de la distància interestel·lar entre la Terra i el cúmul. La seva forta emissió de ràdio condueix a diferents estimacions de la seva grandària. Però estimacions precises donen un radi dins entre els 1.500 radis solars. No obstant això, quan es va prendre aquest tipus d'escala, els primers càlculs li van atorgar un radi aproximat de 2.500 radis solars.
Westerlund 1-26 es classifica com hipergegant lluminós, ocupant la part superior dreta del diagrama de Hertzsprung-Russell. Amb una temperatura en la seva superfície aproximadament d'uns 3.000 K, és una hipergegant relativament jove, emetent principalment energia infraroja de l'espectre. També mostra una enorme pèrdua de massa considerable, cosa que suggereix que pot evolucionar en un estel Wolf-Rayet.
Westerlund 1-26 s'ha vist com un estel que canvia el seu tipus d'espectre en diversos períodes, però no s'ha vist canviar la seva lluminositat, a diferència d'altres estels. Una possibilitat és que la desaparició de la pols sols passa per una longitud d'ona en particular en l'espectre, cosa que permet que només el color que és visible siga visible per períodes mentre que aquesta lluentor desapareix quan aquest queda bloquejat. Però si no canvia la seva lluminositat, serà el primer estel variable descobert del seu tipus.
A l'octubre de 2013, els astrònoms usant el VLT Survey Telescope van descobrir que Westerlund 1-26 està envoltada per un núvol brillant ionitzat d'hidrogen. Aquesta és la primera "nebulosa ionitzada" que s'ha descobert al voltant d'un estel gegant vermell. La nebulosa s'estén 1,3 parsecs al voltant de l'estel, conté un material considerable, amb una temperatura de 800 K. Per estranya que semble, la nebulosa és molt similar a la de Sanduleak -69° 202a abans que esclatara com la SN 1987A.

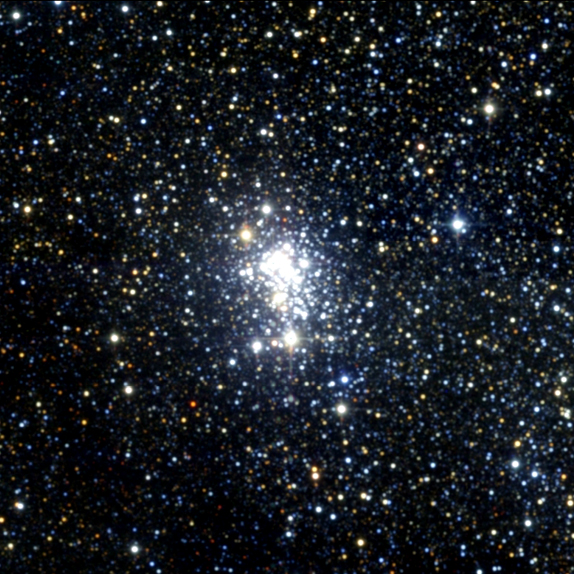
El cúmul d'estels estel·lar Westerlund 1 a llum visible.

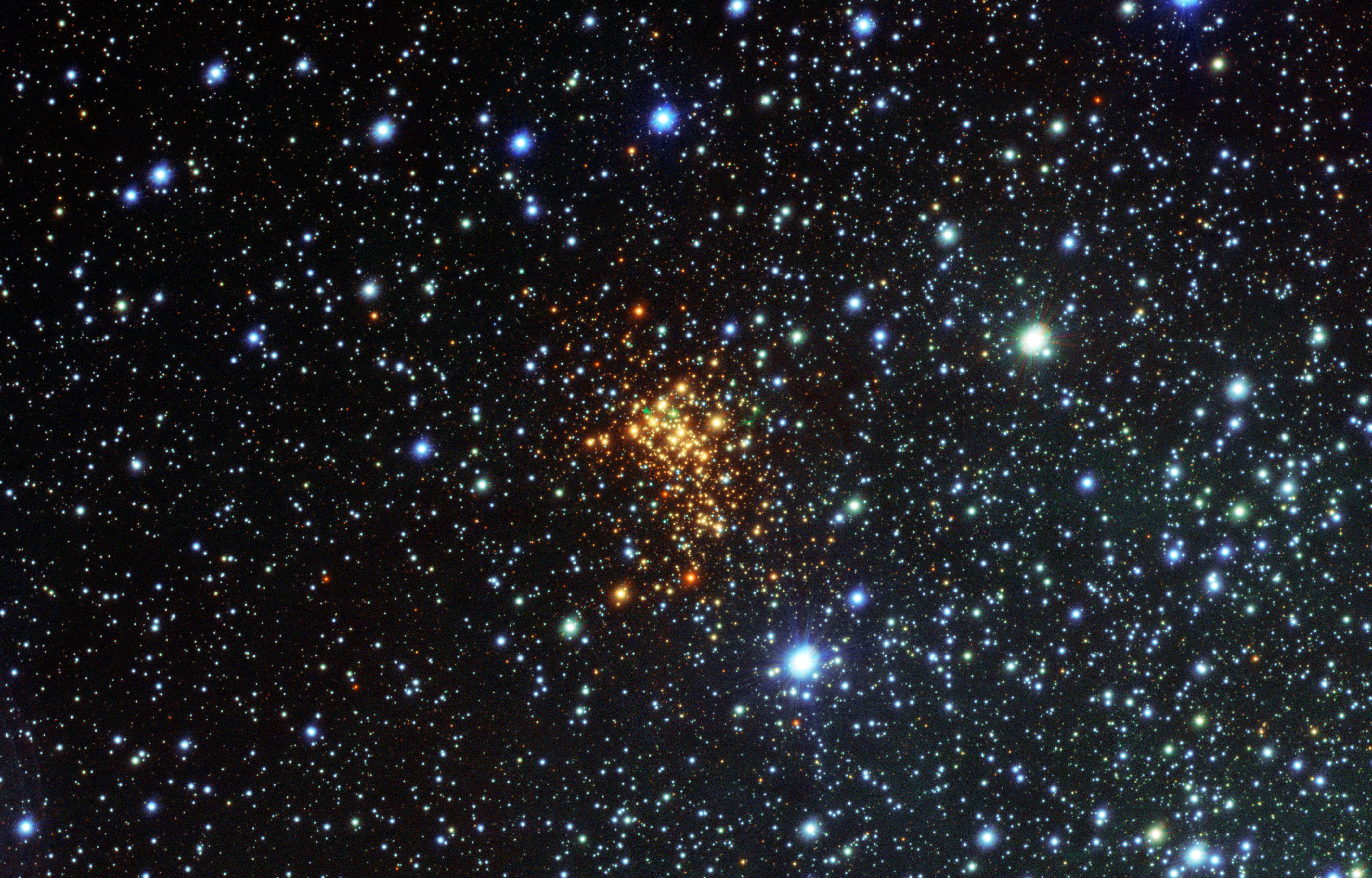
Imatge en colors falsos de Westerlund 1.